# Чапильг
Чапильг (ингуш. Чlаьпильг) — ингушское национальное блюдо, белые круглые лепёшки из пшеничной муки, широко распространены у ингушей. Чапильг традиционно выпекался на углях и имел нежный вкус. Для изготовления Чапильга используется пшеничная мука высших сортов, чтобы изделие получалось белым и пышным. Блюдо является традиционным для ингушей с глубокой древности. Это одно из самых почётных блюд в списке мучных кушаний ингушей.

## История
Изначально чапильг выпекался на углях, но со временем стал выпекаться в печи, а в современное время на сковороде.
В древности и средневековье ингуши пекли чапильг из ячменной и овсяной муки. Однако, начиная с XX века чапильг пекут исключительно только на пшеничной муке.

## Приготовление
Чапильг готовят очень тонкими лепешками, для этого шарики теста раскатывают очень долго каталкой. Тесто готовится традиционно из пшеничной муки, сыворотки, простокваши, соды. Начиняют чапильг традиционно зернистым творогом. Кроме того в качестве начинки использовались картофель, сыр, зелень, бурачные листья . Во время выпекания чапильг раздувается до шарообразной формы как балкарский хычин. Равномерно выпекается с двух сторон, после чего окунается в кипяток, чтобы смыть лишнюю муку, и намазывается топленным маслом. Есть некоторые сходства приготовления чапильга с процессом готовки балкарских хычинов, и чеченских чепалгаш. Однако многие моменты приготовления, начинки блюда и его подачи существенно отличаются от них. Ингушский чапильг сервируют стопками в большом блюде и обязательно подают вместе с чаем и соленьями.

## Разновидности
Чапильг делится на несколько видов по своей начинке:
- Традиционный с начинкой из творога.
- С начинкой из картофеля.
- С начинкой из зелени.